# ألوين وارن
ألوين وارن (بالإنجليزية: Alwyn I. Warren)‏ هو لاعب كرة قدم أسترالي، ولد في 1 نوفمبر 1931، وتوفي في مارس 2004. شارك مع منتخب أستراليا لكرة القدم. أما مع النوادي، فقد لعب مع ايبستويتش نايتز.

## وصلات خارجية
- ألوين وارن على موقع اللجنة الأولمبية الدولية (الإنجليزية)
- ألوين وارن على موقع أوليمبيديا (الإنجليزية)
- ألوين وارن على موقع اللجنة الأولمبية الأسترالية (الإنجليزية)